# 甘沟乡 (民和县)
甘沟乡，是中华人民共和国青海省海东市民和回族土族自治县下辖的一个乡镇级行政单位。

## 行政区划
甘沟乡下辖以下地区：
李家村、东山村、静宁村、前进村、民族村、盖子滩村、团结村、咱干村、解放村、互助村、峡门村、韩家嘴村和光明村。